# 천옌칭
천옌칭(중국어 간체자: 陈艳青, 정체자: 陳艷青, 병음: Chén Yànqīng, 한자음: 진염청, 1979년 4월 5일~)는 중화인민공화국의 전직 역도 선수이다. 2004년 하계 올림픽과 2008년 하계 올림픽 여자 라이트급에서 금메달을 획득했으며 세계 선수권 대회에서 금메달 2개를 획득했다. 